# Sint-Willibrorduskerk (Wassenaar)
De Sint-Willibrorduskerk is een katholieke kerk in de Zuid-Hollandse plaats Wassenaar.
In de loop van de 19e eeuw groeide de bevolking van Wassenaar zodanig dat een nieuwe kerk nodig was. De nieuwe kerk werd gebouwd vanaf 1903 in opdracht van pastoor Bruijstens naar neogotisch ontwerp van de architect Nicolaas Molenaar sr. De kerk kwam in 1905 gereed en verving een oudere uit 1724. De toren heeft een hoogte van 75 meter en heeft een naaldspits op vier puntgevels. De toren heeft drie geledingen. Het interieur wordt gedekt door kruisribgewelven. De inwendige hoogte van de gewelven bedraagt 18,9 meter.
Aan de voorzijde van de kerk staat een Heilig Hartbeeld uit 1926.
Verder heeft de kerk ook diverse metamorfoses ondergaan. In 1965 bijvoorbeeld is het originele schilderwerk overgeschilderd en was de kerk tot 1982 wit. Toen is er op basis van foto's uit het verleden hetzelfde schilderwerk ongeveer weer aangebracht.

## Orgels
De firma Gebroeders Vermeulen bouwde in 1907 voor de Sint Willibrorduskerk in Wassenaar (Zuid-Holland) het hoofdorgel, ter vervanging van het kleine Van Assendelft-orgel dat eerder in de kerk stond. Het instrument is in 1958 door Arie Bik omgebouwd en uitgebreid. Daarbij is een nieuwe speeltafel geplaatst. De stemmingstemperatuur is evenredig zwevend. Het orgel heeft 38 stemmen, 3 manualen en pedaal. De tractuur is elektro-pneumatisch en de windladen zijn kegelladen. In 2022 is het instrument op het fraaie neogotische front na afgebroken om plaats te maken voor het orgel uit de voormalige Pius X-kerk te Amsterdam.
Dispositie:
Manuaal I: C – g3 Open Prestant 16′, Bourdon 16′, Prestant 8′, Bourdon 8′, Flûte Harmonique 8′, Octaaf 4′, Roerfluit 4′, Quint 2 2/3′, Octaaf 2′, Mixtuur III sterk, Cornet V sterk, Trompet 8′.
Manuaal II: C – g3 Gedekt 16′, Prestant 8′, Quintadeen 8′, Violon 8′, Prestant 4′, Fluit 4′, Spitsquint 2 2/3′, Woudfluit 2′, Terts 1 3/5′, Clarinet.
Manuaal III (in zwelkast): C – g3 Quintadeen 16′, Holpijp 8′, Gamba 8′, Céleste 8′, Aeoline 8′, Fluit Octaaf 4′, Piccolo 2′, Cimbel III sterk, Basson 8′, Vox Humana 8′, Tremulant.
Pedaal: C – f1 Fluitbas 16′, Subbas 16′, Openbas 8′, Open Fluit 4′, Bazuin 16′, Trombone 8′.
Koppelingen: Manuaal I – Manuaal II, Manuaal I – Manuaal III, Manuaal II – Manuaal III, Pedaal – Manuaal I, Pedaal – Manuaal II, Pedaal – Manuaal III.
Speelhulpen: Automatisch pedaal, Vaste combinaties (p – mp – mf – f – tutti), Tongwerken af, 1 vrije combinatie, Generaal crescendo.
Verder heeft het instrument roetschade opgelopen nadat er brand was uitgebroken in de Maria kapel (Voormalige heilig hart kapel) in 2019. 
Het tweede orgel is een elektrisch orgel dat afkomstig is uit de Elandkerk in Den Haag. Het is van het merk Johannus en zeer geschikt voor dit kerkgebouw.